# Ернст (Бавария)
Ернст (на немски: Ernst von Bayern-München; * 1373; † 2 юли 1438, Мюнхен) от фамилията Вителсбахи, e херцог на Бавария-Мюнхен от 1397 до 1438 г.

## Биография
Ернст е най-възрастният син на херцог Йохан II и неговата втора съпруга Катарина от Графство Горица, дъщеря на граф Майнхард VI. Ернст е така правнук на император Лудвиг Баварски.
Ернст управлява от 1397 до 1438 г. първо заедно с брат си Вилхелм III и с чичо си Стефан III от Бавария-Инголщат, след отказа на линията Бавария-Инголщат през 1402 г. само с брат си и след неговата смърт през 1435 г. сам в Херцогство Бавария-Мюнхен.
Баварската война от 1420 г. завършва с победата на Ернст над братовчед му Лудвиг VII „Брадатия“ от Херцогство Бавария-Инголщат в битката при Алинг на 19 септември 1422 г. близо до Мюнхен.
През 1435 г. Ернст нарежда да удавят Агнес Бернауер, неблагородничката, любовница на неговия син Албрехт, при Щраубинг в Дунав. След три години Ернст умира в Мюнхен. Неговият гроб, заедно с този на съпругата му, е в Мюнхенската катедрала Фрауенкирхе.

## Деца
На 24 февруари 1396 г. херцог Ернст се жени в Пфафенхофен на Илм за Елизабета Висконти (1374 – 1432), дъщеря на Бернабо Висконти, владетел на Милано от род Висконти. С нея има децата:
- Албрехт III (1401 – 1460)

1. ∞ (?) Агнес Бернауер (1410 – 1435),
2. ∞ 1437 Анна от Брауншвайг-Грубенхаген (1420 – 1474)

- Беатрикс Баварска (1403 – 1447)

1. ∞ 1424 Херман III фон Цили (1380 – 1426), граф на Цили
2. ∞ 1426 Йохан (1383 – 1443), пфалцграф на Пфалц-Ноймаркт

- Елизабет Баварска (1406 – 1468)

1. ∞ 1430 Адолф († 1437), граф на Юлих-Берг
2. ∞ 1440 Хесо от Лайнинген († 1467), граф на Лайнинген

- Амалия (1408 – 1432), монахиня в Мюнхен